# 美國建國二百周年
美國建國二百周年紀念活動（英語：United States Bicentennial）是美國在1970年代中期進行的一系列慶祝活動，以對美國革命的歷史事件致敬。在《獨立宣言》通過200週年之際，二百周年紀念活動於1976年7月4日星期日結束。

## 背景
1966年7月4日，美國國會成立美國革命兩百週年委員會，開始了建國兩百週年紀念計劃 。最初，美國建國兩百週年慶典預定以單獨的城市博覽會（Expo '76）進行，將在費城或波士頓舉行博覽會。

## 1970年代

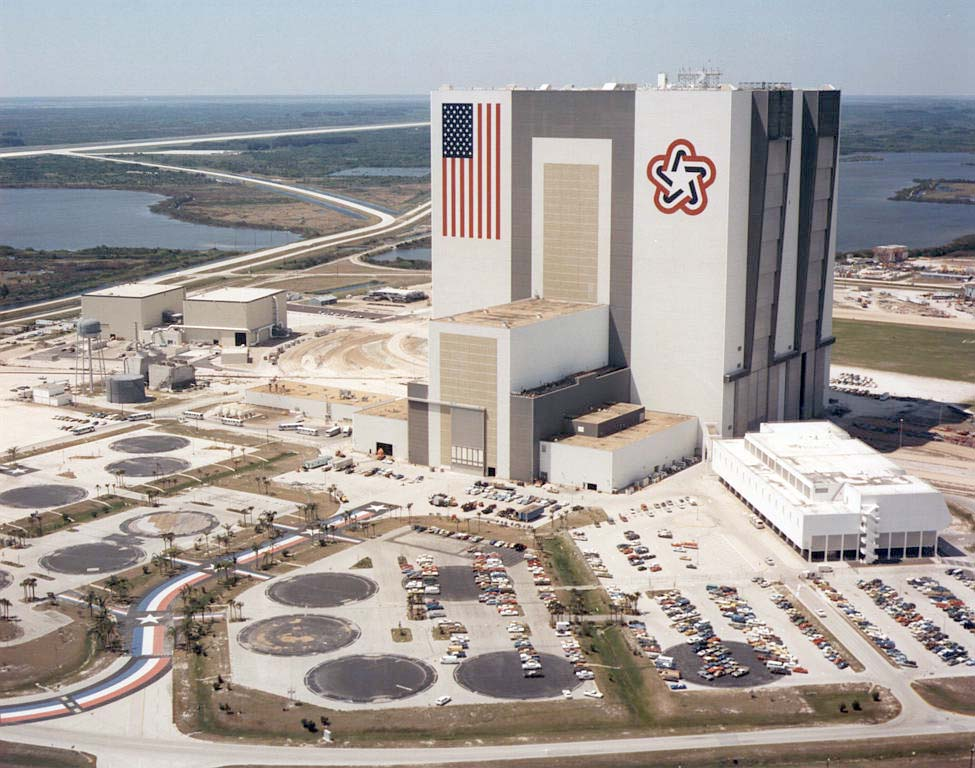
NASA的航天器裝配大樓,1977年

在華盛頓特區，史密森學會重現了1876年百年博覽會的外觀。史密森博物館的許多文物可追溯到1876年在費城舉行的世界博覽會，以紀念美國獨立100週年。史密森博物館還於1976年7月1日開放了國家航空航天博物館的新館。
NASA預計使維京1號在7月4日降落在火星，但降落被推遲至7月20日，即阿波羅11號登月的周年紀念日。